# روبرت وريموند حكيم
روبرت حكيم (19 ديسمبر 1907 – 9 فبراير 1992) وريموند حكيم (23 أغسطس 1909 – 14 أغسطس 1980) كانا أخوين من أصل مصري عملا سوياً في إنتاج الأفلام في فرنسا ودول أوروبية أخرى. شقيقهم أندريه حكيم كان أيضاً منتج أفلام.

## الإنتاج السينمائي
عملا بداية مع شركة باراماونت لإنتاج الأفلام، ثم أنشأوا شركة باريس-فيلم للإنتاج السينمائي عام 1934، وأنتجوا أفلام لمخرجين مثل جولين دوفيفيه "Pépé le Moko" (عام 1937)، و جان رينوار "La Bête Humaine" (عام 1938) و مارسيل كارنيه "Le Jour se lève" (عام 1939)، وهذه الأفلام جميعها من بطولة جان جابين. هاجر الأخوان حكيم إلى الولايات المتحدة.
بعد الحرب، انتجوا العديد من الأفلام الأمريكية، منها The Southerner (عام 1945) من إخراج جان رينوار و The Long Night (عام 1947)، وهو إعادة لفلم Le Jour se lève من إخراج هنري فوندا.
عادوا إلى فرنسا عام 1950 وبدأو في إنتاج أفلام موجهة إلى جمهور دولي. فيلم Casque d'or (عام 1953) ساهم بشكل فعال في بداية مسيرة سيمون سينوري وفيلم Plein Soleil (عام 1960) فعل نفس الشيء مع آلان ديلون. فيلم نوتردام دي باريس (عام 1956) من تمثيل أنتوني كوين في دور كوازيمودو وجينا لولو بريجيدا في دور إزميرالدا نجح على الصعيد الدولي، ولكن لم يلق نفس القبو على صعيد النقاد.
في عقد الستينيات، صنعوا فيلمين مع مخرج من الموجة السينمائية الجديدة، كلود شابرول "À double tour" (عام 1959) و "Les Bonnes Femmes" (عام 1960) ، وعملوا أيضا مع مخرجين أكبر سنًا، مثل لويس بونويل في "Belle de jour" (عام 1967). عملوا أيضا مع شخص جديد نسبيًا للجماهير الدولية وقتها، مثل مايكل أنجلو أنطونيوني في فيلم "L'Eclisse" (عام 1962). كما عملوا مع روجر فاديم على إعادة إنتاج فيلم "La Ronde" (عام 1964) ، الذي قامت ببطولته زوجة فاديم آنذاك، جين فوندا.

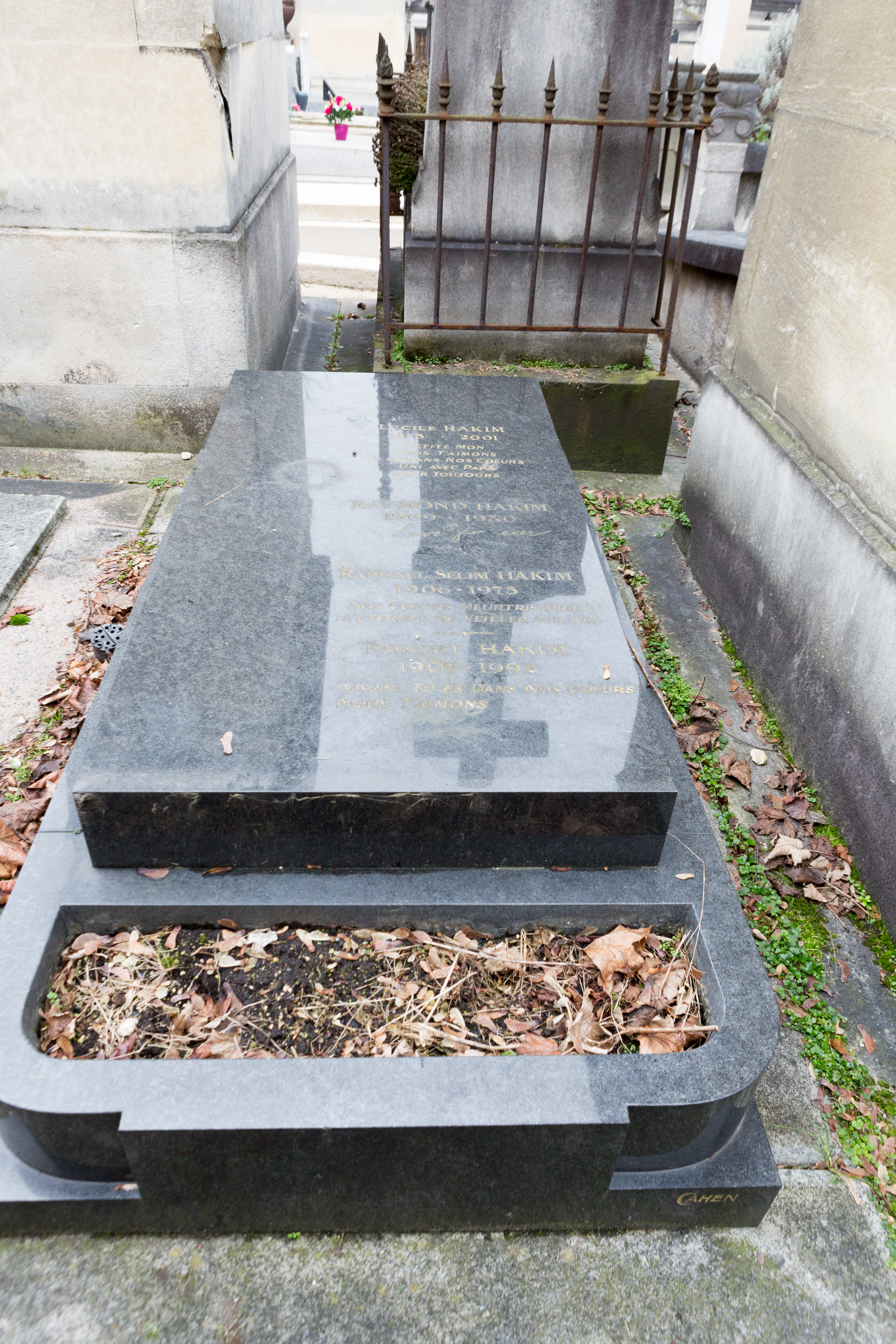
قبر روبرت وريموند في مقبرة بير لاشيز.

كان للأخوان حكيم سمعة مختلطة. المخرج الأمريكي جوزيف لوسي تشاحن معهم أثناء تصوير فيلم إيفا (عام 1962). ففي مرحلة ما بعد الإنتاج ، وجد جوزيف لوسي وفريقه أن الفيلم قد تم إعادة مونتاجه خلال عطلة نهاية الأسبوع دون استشارتهم. وصل التشاحن بينهم لدرجة أن جوزبف لوسي وروبرت حكيم كادا أن بتبادلا اللكمات. تم تكليف ميشيل ليجراند بتأليف موسيقى الفيلم بدون استشارة أيضًا ، وكما حدث مع الممثل جان مورو، لم يحصل على أجر.